# 狐塚古墳 (世田谷区)
狐塚古墳（きつねづかこふん）は、東京都世田谷区尾山台二丁目にある古墳（円墳または造出部付円墳、帆立貝式古墳の可能性あり）。史跡指定はされていない。野毛古墳群（荏原台古墳群の一部）に属し、古墳時代の中期後半、5世紀第4四半期の造営と推定される。野毛古墳群の首長墓では後期のものといわれ、同古墳群の移り変わりを研究する上で重要と評価される存在である。この古墳周辺は国分寺崖線と歴史的遺跡および緑の保全を推進するために、「世田谷区立狐塚古墳緑地」（1,064平方メートル）として整備されている。

## 現況
東急大井町線を尾山台駅で下車し、駅前の商店街（ハッピーロード尾山台）を多摩川の方向に進んでいくと、環八通りの尾山台交差点に出る。交差点を渡ってさらに進むと下り坂となり、進行方向の左側に石標と「狐塚古墳緑地」と書かれた表示板が見える。
表示板近くの出入口には階段が続いていて、すぐに墳丘の頂上までたどり着くことができる。頂上付近はほぼ平坦で、斜面にはアカマツの大木が生育し、樹林地となっている。墳丘全体は道路より5メートルから8メートルほど高くなっていて視界が開けているため、晴れた日には富士山を眺めることも可能である。
墳丘上部には、古墳の由来などを説明した案内板が設置されている。「狐塚」という名の由来は、かつてここに稲荷神社が存在したためといわれる。ここには1919年（大正8年）まで、実際に狐が住んでいたと伝わっている。
墳丘は1932年（昭和7年）に土地区画整理によって一部を削り取られ、東側と西側はそれぞれ切り通しの道路に、北側と南側は住宅地となっている。墳丘には東側と西側にある階段からそれぞれ出入りすることが可能である。

## 地形と周辺
世田谷区の地形は起伏が多く、武蔵野台地と多摩川沿いの沖積低地にまたがっている。武蔵野台地は古多摩川が形成した扇状地にあたり、富士山や箱根火山などの噴火による火山灰が厚く堆積している。台地のほとんどの部分は多摩川の浸食に由来する武蔵野面が占めるが、その東端には淀橋台と荏原台（いずれも下末吉面に相当する）という海成の高位段丘が2か所島状となって残されている。
世田谷の地形は下末吉面が一番古く、続いて武蔵野面、立川面、沖積低地の順に形成された。この地形はいずれも古多摩川による河岸段丘で、下末吉面が最高位で以下は順次低位となる。武蔵野面と立川面の境には、高低差が十数メートルから20メートルにもおよぶ崖線が存在し、「国分寺崖線」と呼ばれる。
野毛古墳群に属する古墳は、国分寺崖線の斜面上に立地している。この地域の地形は、多摩川の方向に突き出す舌状台地と小さな支谷が交互に連なっていて、主要な古墳は舌状台地の上に点々と存在する形となっている。野毛古墳群は前記の舌状台地上に5世紀から6世紀にかけて連続して造営されたもので、狐塚古墳も含まれる。狐塚古墳が立地する地点の標高は、約32メートルを測る。
狐塚古墳について、かつて西岡秀雄は「西岡12号墳」と呼んで紹介していた。周辺には東方に尾山北原塚古墳（別名西岡13号墳、遺跡番号137）、八幡塚古墳（別名西岡14号墳、遺跡番号138）、天慶塚古墳（別名西岡15号墳、遺跡番号139）、西岡16号墳（遺跡番号140）、西岡17号墳（遺跡番号141）が所在する。西方には野毛古墳群中最大の野毛大塚古墳（遺跡番号127）を始め、大日塚古墳（別名西岡11号墳、遺跡番号135）、御岳山古墳（別名西岡10号墳、遺跡番号134）、スクモ塚古墳（別名西岡6号墳、遺跡番号128）、上野毛稲荷塚古墳（遺跡番号115）など古墳の存在が多く認められる。
狐塚古墳より西方の台地斜面には、等々力根横穴墓群（遺跡番号222）、等々力渓谷横穴墓群（遺跡番号130）、谷川上横穴墓群（遺跡番号118）などが形成されている。狐塚古墳の一帯には、等々力西根遺跡（遺跡番号295）が重複して存在している。

## 古代の世田谷と狐塚古墳
世田谷区には、2017年（平成29年）の時点で確認されている周知の埋蔵文化財包蔵地（遺跡）は300か所近くあって、これは東京都区部では最多の数である。時代的には後期旧石器時代（約3万5千年前）から近代にいたるまで、各時代各期の遺構と遺跡が存在する。
世田谷区内では、約80基の古墳の存在が確認されている。分布の中心となっているのは、野毛地区、喜多見地区、砧地区で、いずれも多摩川沿いの台地や段丘面に造営されている。多摩川の流域では中流から下流の左岸域では、大田区田園調布地域にまず古墳が出現した。世田谷で古墳の造営が確認されたのは4世紀の末頃であり、砧地区の砧7号墳（前方後方墳ないし前方後円墳）や野毛地区の上野毛稲荷塚（前方後円墳か）が該当する。5世紀に入ると、多摩川の流域での古墳造営の中心が大田区田園調布地域から上流の野毛地区へと多摩川の流域を遡上するように移動している。
その後、砧地区では砧古墳群を形成しながら7世紀末まで、野毛地区では野毛大塚古墳などを含む野毛古墳群を形成して5世紀末まで古墳が造られた。「地形と周辺」の項で既に述べたとおり、狐塚古墳は、野毛古墳群に属する。同古墳群中最大の野毛大塚古墳の後、この地域を治めた首長の墓は八幡塚古墳・天慶塚古墳から御岳山古墳に引き継がれ、狐塚古墳は後期の首長墓とされる。

## 発掘調査
狐塚古墳は、2013年までの時点で3回の調査が実施されている。以下に各次調査の概略について述べる。
第1次調査
- 調査期間：1978年（昭和53年）2月10日-2月22日
- 調査理由：公園整備に伴う調査
- 調査面積：約8平方メートル（照明灯、くずかご、階段取り付け用土台予定位置7か所の発掘）
- 主な遺物：埴輪片、須恵器片、縄文土器片[12]

第2次調査
- 調査期間：2007年（平成19年）2月19日-3月20日
- 調査理由：主体部（埋葬施設）の確認および墳丘測量のための学術調査
- 調査面積：26.35平方メートル（測量面積1137.4平方メートル）
- 主な遺物：円筒埴輪、先土器時代剥片、縄文時代土器・石器、古墳時代土師器[23]

第3次調査
- 調査期間：2012年（平成24年）7月17日-10月31日
- 調査理由：墳丘規模および墳丘構築法の確認のための学術調査
- 調査面積：30.93平方メートル
- 主な遺物：埴輪、須恵器、土師器、縄文土器、石器[2]

第1次調査では、墳丘測量図の作成（50センチメートルコンタ）とトレンチ発掘調査が実施された。墳丘は「現況」の節で既に述べたとおり、1932年（昭和7年）の土地区画整理によって一部を削り取られ、東側と西側はそれぞれ切り通しの道路に、北側と南側は住宅地となり、東西約34メートル、南北約30メートルの方形を呈していた。測量図では、後世に掘削などの手があまり加えられていない部分において等高線が円を描いていることが確認できたため、円墳であることは間違いないと断定された。調査の結果、墳丘の直径約40メートル、高さ4-6メートルの円墳と推定された。推定された墳丘の規模は、すぐ西隣の台地上に存在する御岳山古墳（遺跡番号134）とほぼ同じである。
第2次調査では、発掘調査に先立って地中レーダーを使用した調査を実施した。取得されたデータは発掘調査で得られた結果とよく合致が見られ、埋葬施設の存在自体は確認できなかったものの、墳丘の中央部に「構築墓壙」の存在が推定された。この調査では20センチメートルコンタの墳丘測量図が作成され、規模については第1次調査や墳丘北側にある住宅などの試掘・立会調査の成果などをもとに、築造面の標高はおおむね31.70メートルで墳丘の傾斜角は27度から28度、墳丘直径約33メートル、高さ約5.5メートル、墳丘頂上の平坦面直径約12.4メートルの円墳であるとの推定がなされた。造営の時期は、出土した埴輪の特徴などから八幡塚古墳（遺跡番号138）より新しく、尾山北原塚古墳（遺跡番号137）よりも古い。
第3次調査は、過去2回の調査で詳細が不明だった墳丘の構築や周溝の確認を目的として実施された。3本のトレンチを設定の上、墳丘の構築法と周溝の確認を実施したが、墳丘の端部を1か所で確認したものの、周溝の検出は確認できなかった。前回までの調査で周溝の存在が確実と考えられていたが、墳丘の北側と東西両側が道路によって削られているため検出不能で、南東と南西側に残存している可能性が残された。周溝は盛土の量から見て、幅8メートル、深さ2メートル前後と推定されている。第3次調査で得られた結果から、墳丘の規模は約30メートル、高さ約4.6メートルと以前推定された大きさよりやや小さめであると考えられている。野毛地域に分布する首長墓の系列に属する古墳は、野毛大塚古墳以後天慶塚古墳、八幡塚古墳、御岳山古墳と連続して帆立貝式古墳または造出部付円墳が続いているため、狐塚古墳も帆立貝式古墳または造出部付円墳である可能性が残る。ただし、墳丘盛土部分の大半が1932年（昭和7年）の区画整理によって削られているため、方形部の存在を確認できる可能性が皆無であることが今回の調査で判明した。造営の時期は、以前の調査で出土した埴輪を含めて再度検討し直し、古墳時代中期後半（5世紀第3四半期）で須恵器の型式では「TK23型式」段階とされた。なお、棺や埋葬施設などは、3回実施された調査では発見されなかった。
遺物については、すべての調査で埴輪が発見されている。かつて狐塚古墳には葺石が存在するとされていたが、調査結果を総合すると葺石はなく、埴輪の列が墳丘上部の平坦面端部、墳丘の裾部に巡らされていたものと推定される。この埴輪は、第2次調査の報告書において「上毛野の初期群集墳である高崎情報団地古墳群に供給されていた埴輪と同じ制作集団が作成した可能性が高い」と推定されている。ただし、第2次調査の時点ではこの制作集団に関わりの深い藤岡市本郷・猿田埴輪窯址群の製品は出土していないため、供給地は特定できなかった。
縄文土器も、すべての調査で発見されている。形式としては五領ヶ台式（ごりょうがだいしき、縄文時代中期前葉）が多く、阿玉台式（おたまだいしき、縄文時代中期）が少数含まれる。第3次調査では、他に撚糸文（よりいともん）系土器（縄文時代早期）、諸磯式土器（縄文時代前期後葉）が出土した。これらの土器は、土師器などとともに古墳築造の際、盛土を掘削したときに築造以前この地に存在していた住居跡の遺物が混入したもので、古墳との直接の関係はないとされる。

## 古墳の保護と活用、そして今後
1954年（昭和29年）、世田谷区は狐塚古墳と周辺の緑地を借地し、「区立尾山台クラブ広場」として地域に開放した。これは国分寺崖線と歴史的遺跡を保全すると同時に、緑地を維持する目的も含んでいた。2013年（平成25年）に用地買収を行い、翌年度に整備を完了して都市緑地に位置づけて「世田谷区立狐塚古墳緑地」として区立公園となった。
2015年（平成27年）、世田谷区文化財保護審議会は狐塚古墳を新たな史跡の指定候補として選定した。これには公園としての整備が完了したため、保存できる体制が整ったということが理由として挙げられた。
2014年（平成26年）、9月から10月にかけて「尾山台公式マスコットコンテスト」が開催された。このコンテストに応募があった作品の中から「オッポン」が最優秀作品に選ばれた。「オッポン」は狐塚古墳に由来する「狐のようなしっぽ」を特徴としている。2015年（平成27年）10月17日、オッポンは世田谷区から「特別住民票」を交付された。

## 資料写真

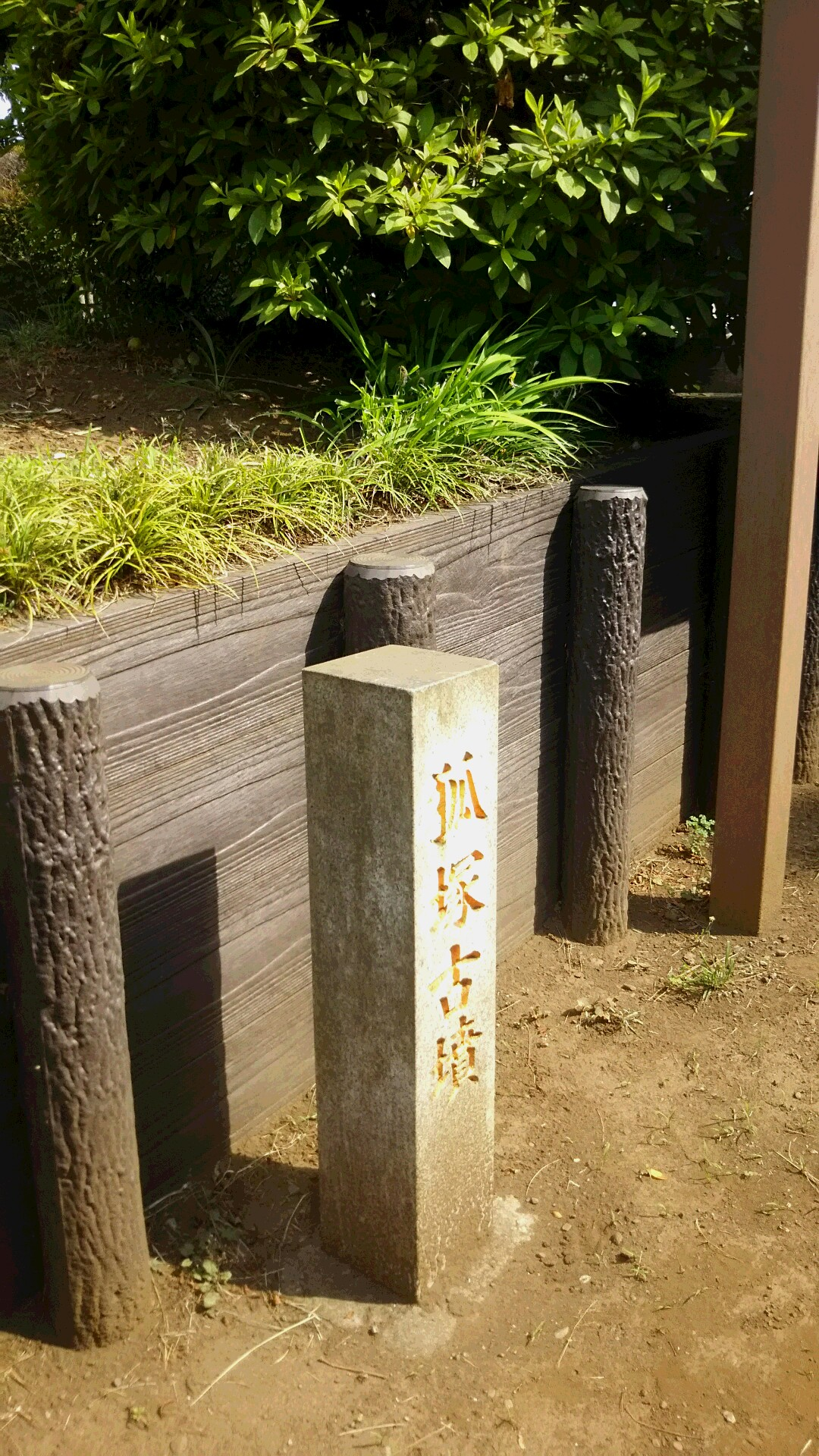
石標
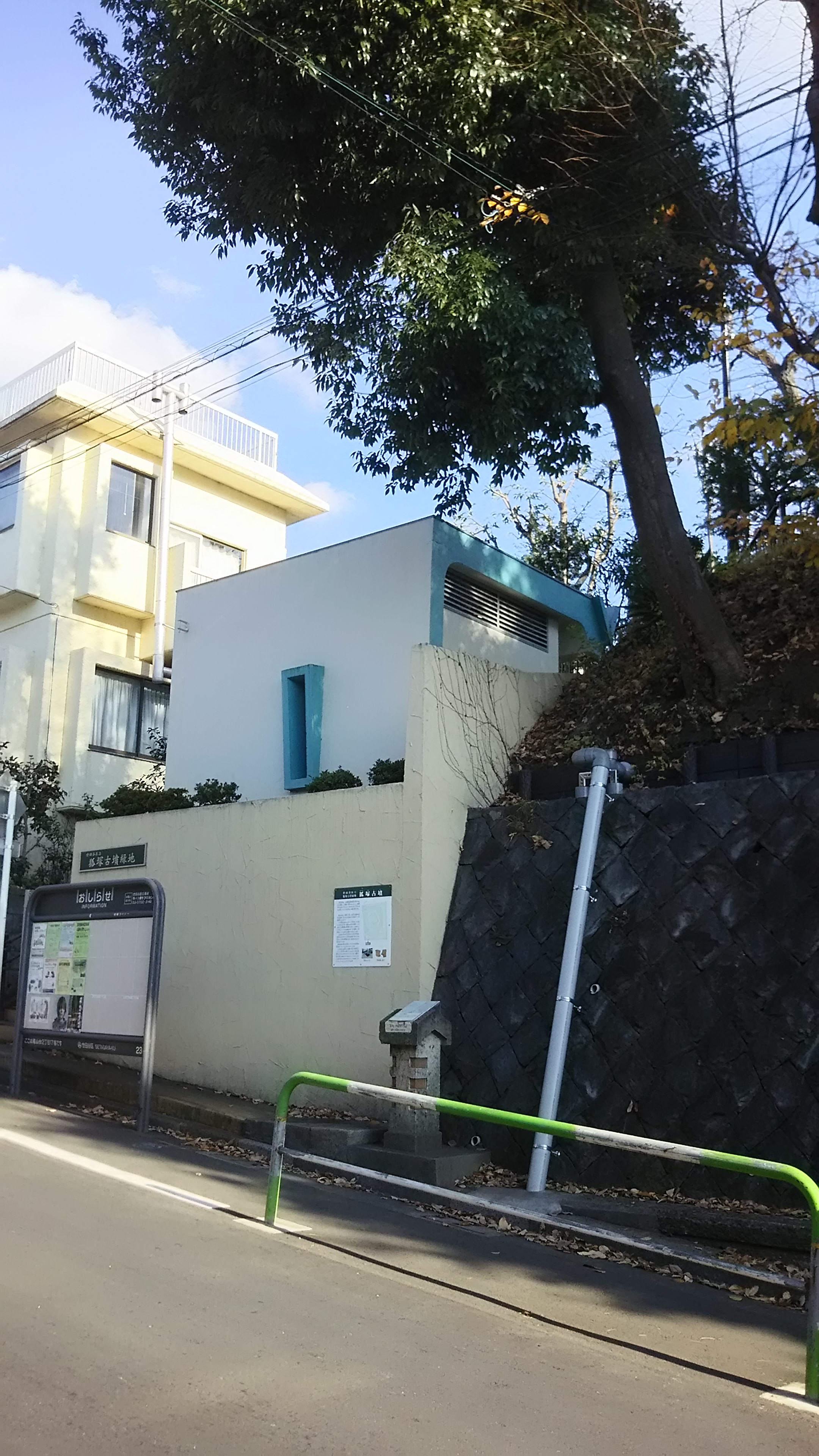
狐塚古墳緑地入口
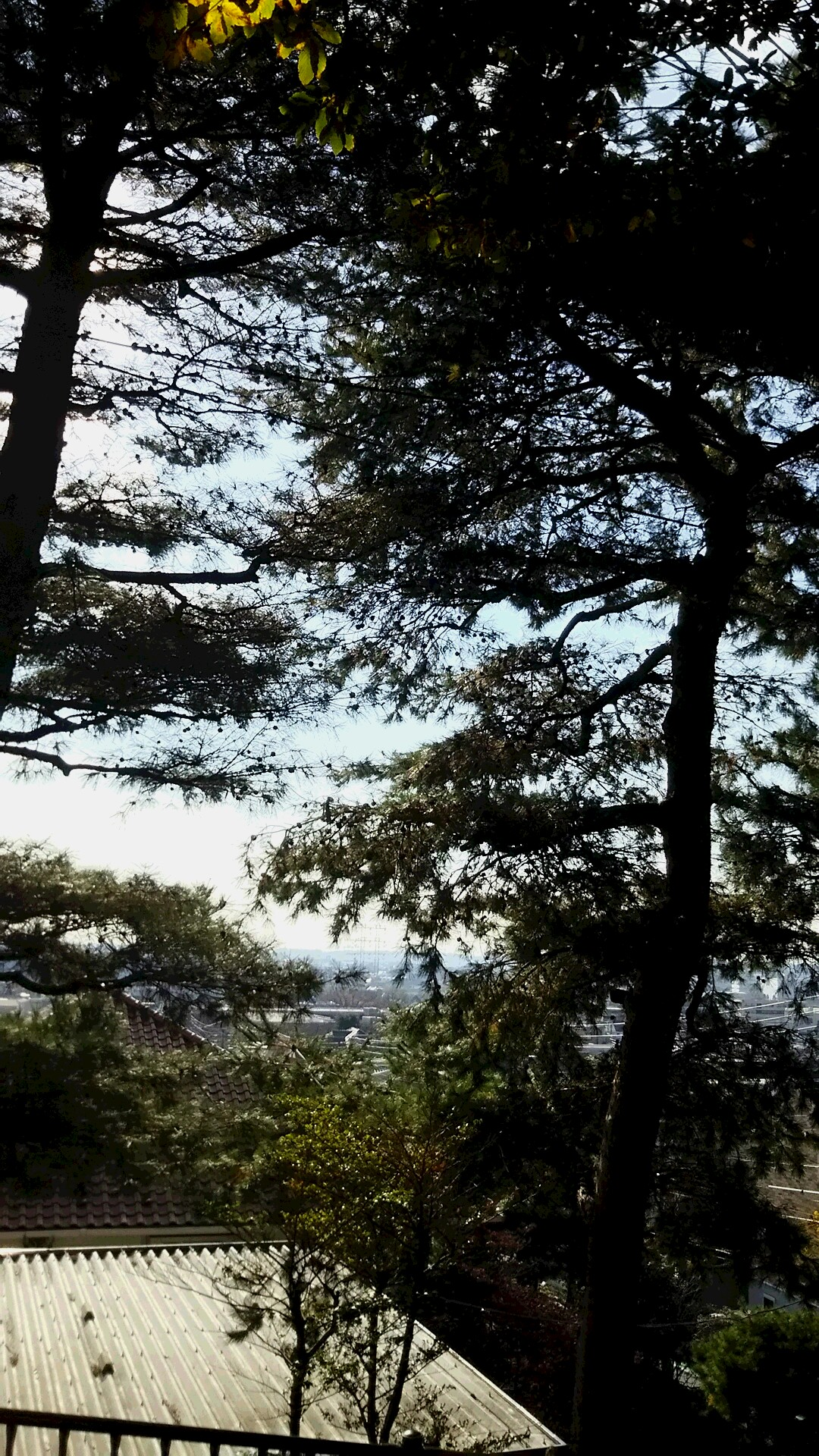
頂上からの眺め（2017年12月）

## 交通アクセス
所在地
- 東京都世田谷区尾山台二丁目17番10号[1]

交通
- 東急大井町線尾山台駅下車徒歩約10分（600メートル）[8][1]。または東急バス 不動下下車徒歩約7分[1]